# Encalypta vulcanica
Encalypta vulcanica är en bladmossart som beskrevs av C. Müller 1900. Encalypta vulcanica ingår i släktet klockmossor, och familjen Encalyptaceae. Inga underarter finns listade i Catalogue of Life.